# Isabella Beeton

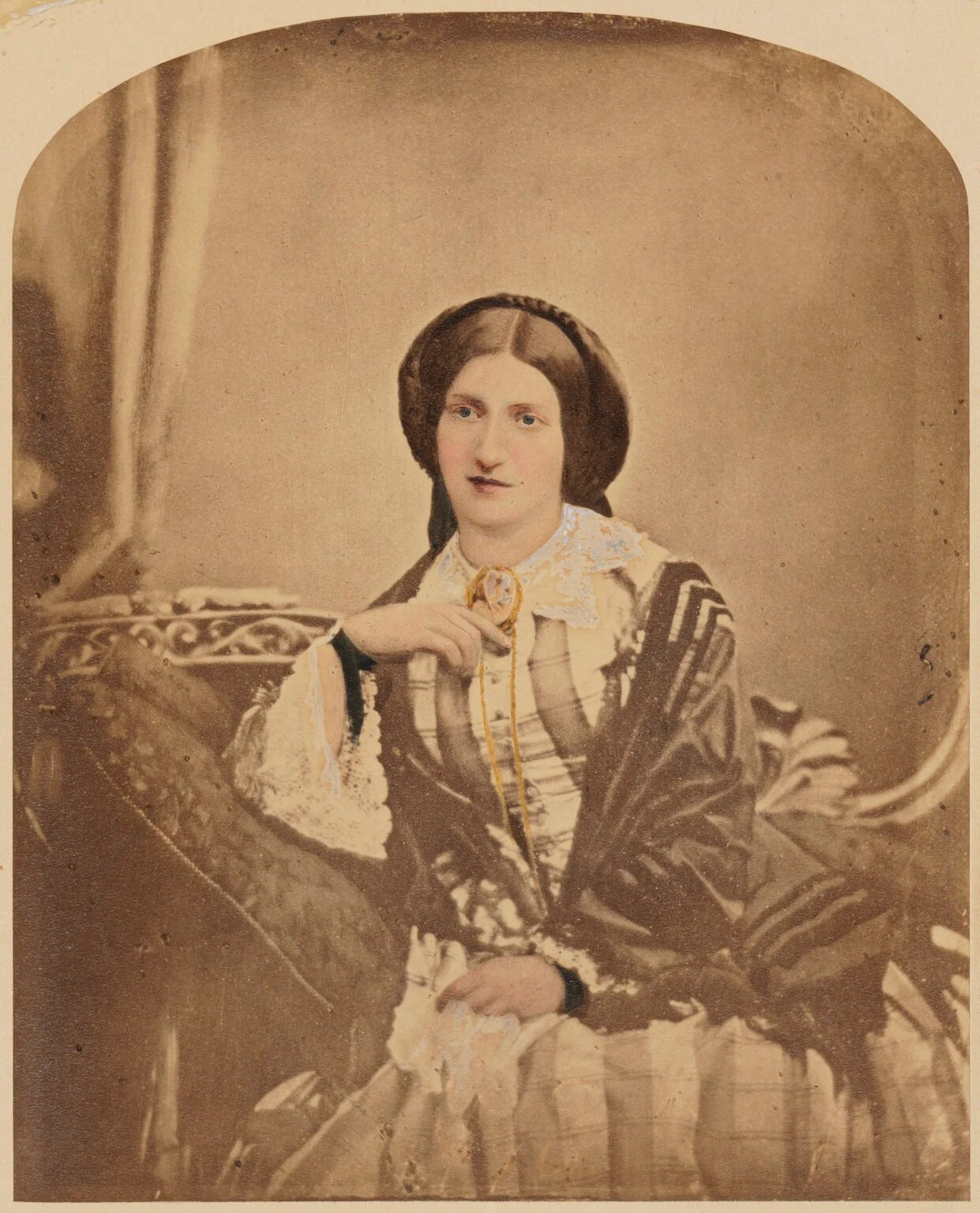
Isabella Beeton, um 1854. Diese handkolorierte Fotografie wurde 1932 in die National Portrait Gallery aufgenommen

Isabella Mary Beeton (* 14. März 1836 in London als Isabella Mayson; † 6. Februar 1865), allgemein bekannt als Mrs Beeton, war die Hauptautorin des Buches Mrs Beeton’s Book of Household Management, das schon kurz nach dem Erscheinen zum Bestseller wurde und bis heute in unzähligen Ausgaben nachgedruckt wird. Isabella Beeton starb im Alter von nur 28 Jahren im Kindbett. Sie gilt als berühmteste und bekannteste Kochbuchautorin Großbritanniens. Ihr Name wurde, losgelöst von ihrer Person, zum Markennamen, unter dem bis heute Bücher und Lebensmittel verkauft und beworben werden.

## Leben

### Kindheit und Ausbildung

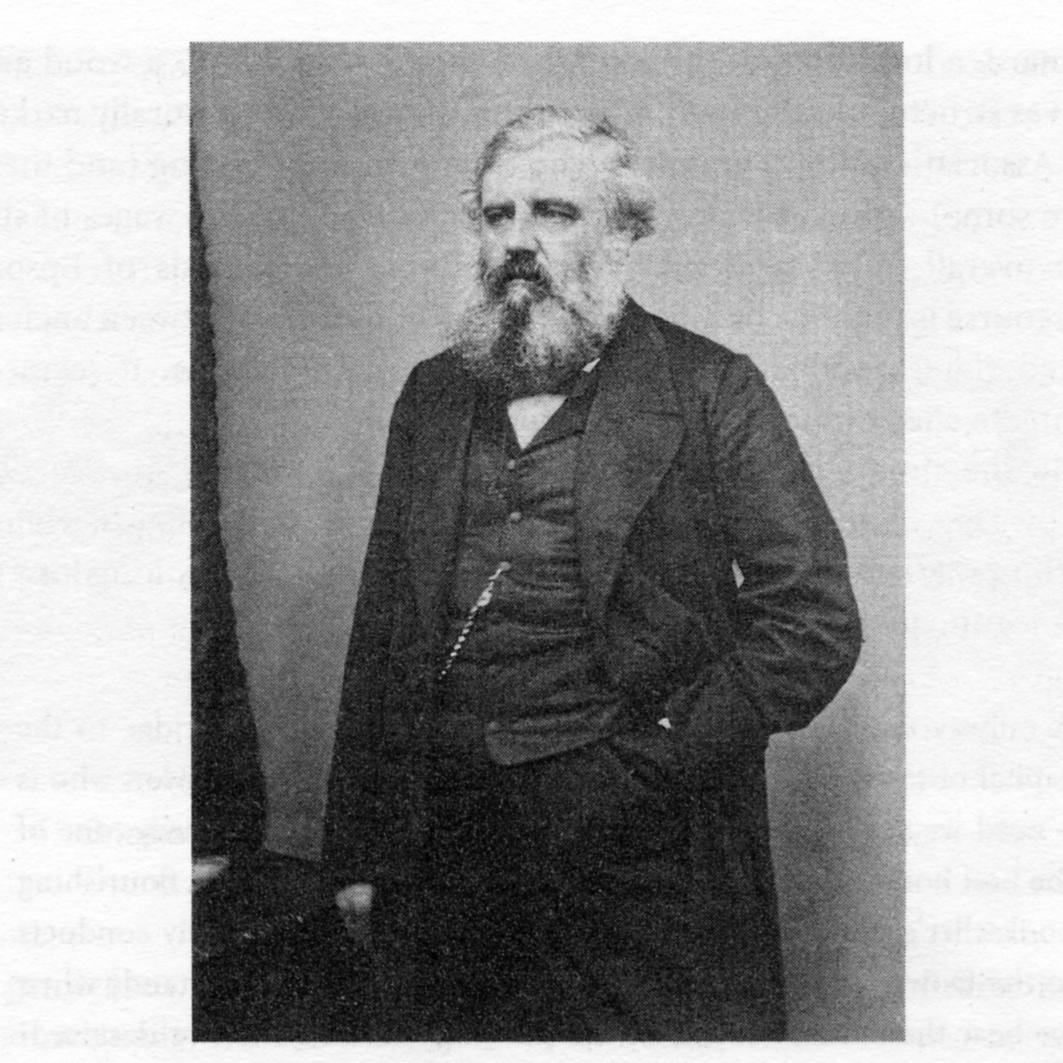
Der Drucker und Rennbahndirektor Henry Dorling, Isabella Beetons Stiefvater, in den 1860er Jahren

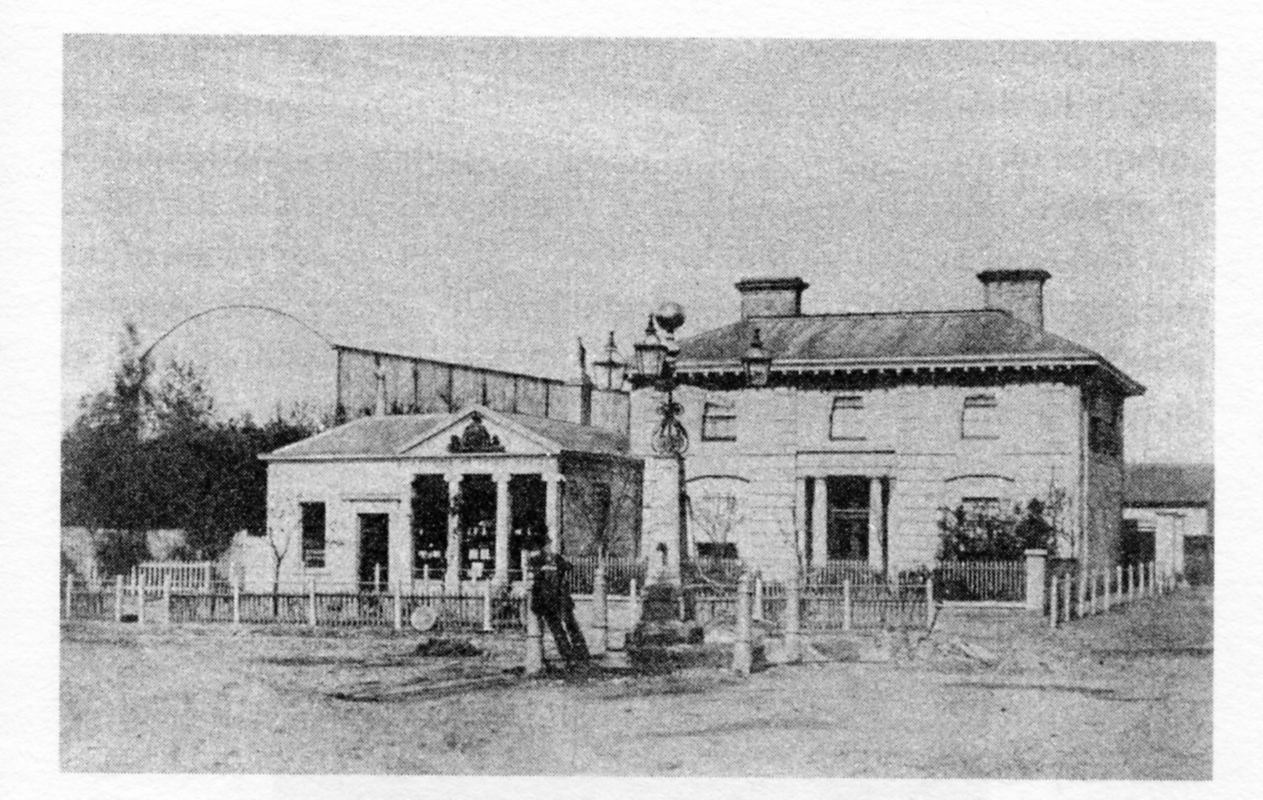
Ormond House in Epsom, hier wohnte die Familie Beeton-Dorling ab ca. 1850

Isabella Mary Mayson wurde 1836 in Marylebone, London geboren. Kurz nach ihrer Geburt siedelte die Familie in das Handelshaus ihres Vaters, eines Tuchgroßhändlers am Clement’s Court in der Londoner City, über. Noch 1836 zog das prosperierende Handelsunternehmen samt Familie in die Milk Street um, wo Benjamin Mayson ein repräsentatives Gebäude erworben hatte. 1840 starb Benjamin Mayson im Alter von nur 39 Jahren. Seine Witwe, die erst 25 Jahre alte Elizabeth Mayson, fand sich plötzlich als Eigentümerin eines Tuchhandelsgeschäftes mit vier kleinen Kindern wieder. Isabella, die älteste der vier Geschwister, wurde zunächst zu ihrem Großvater, einem verwitweten Pfarrer in Great Orton (Cumbria), geschickt. Isabellas Mutter führte das Geschäft wohl mit wenig Erfolg weiter, wie ein Bittbrief an ihren Schwiegervater zeigt. 1843 heiratete Elizabeth Mayson den Drucker Henry Dorling, mit dessen Familie die Maysons schon lange befreundet waren. Henry Dorling war ebenfalls gerade Witwer geworden und hatte vier kleine Kinder.
Henry Dorling war Inhaber einer Druckerei und hatte sich in den Jahren zuvor mehr und mehr auch für das Epsom Derby, ein äußerst populäres jährliches Pferderennen, engagiert, das mit der 1837 eingerichteten Bahnanbindung zunehmend die Londoner Massen anzog. Seit 1839 führte er als Clerk of the Course (Direktor der Rennbahn) die Geschäfte des Rennens. 1845 konnte er die Pacht des Grandstand, eines klassizistischen Tribünengebäudes mit Galerien, Balkonen, aber auch Festsälen, Salons und Hotelzimmern, das 5000 Zuschauern Platz bot, erwerben.
Nachdem sich die neue Familie mit ihren acht Kindern – Isabella war inzwischen aus Great Orton zu ihrer Mutter zurückgekehrt – zunächst in dem Gebäude von Henry Dorlings Druckerei in Epsom eingerichtet hatte, zog die Großfamilie einige Jahre später in das Ormond House um. An das stolze, weiße, freistehende Haus waren in Form eines antiken Tempels Druckerei und Bücherei des Stiefvaters angebaut. Charles Dickens berichtet 1851: „A railway takes us, in less than an hour, from London Bridge to the capital of the racing world, close to the abode of the Great Man who is – need we add! – the Clerk of Epsom Course. It is necessarily, one of the best houses in the place, being – honour to literature – a flourishing bookseller’s shop“.
(Eine Eisenbahn bringt uns in weniger als einer Stunde von London Bridge zur Hauptstadt der Welt der Pferderennen, direkt zum Wohnsitz des Großen Mannes, der – muss man das erwähnen? – der Direktor der Rennbahn in Epsom ist. Es ist natürlich eines der besten Häuser des Orts, und – Ehre der Literatur – eine blühende Buchhandlung.) Da das Haus für die zunehmend große Kinderzahl – bis 1859 wuchs sie auf insgesamt 21 Kinder an – zu eng war, wohnten einige der Kinder, darunter auch Isabella, zeitweise in dem außerhalb der Rennsaison weitgehend ungenutzten Grandstand.
Von Isabella Maysons Schulbildung ist bekannt, dass sie zunächst ein kleines Internat in London besuchte, das wie viele solcher Institutionen der viktorianischen Zeit nur wenige Schülerinnen beherbergte und von zwei alleinstehenden älteren Damen geleitet wurde. Von 1851 bis 1854 lebte Isabella Mayson in Heidelberg in der Schule von Charlotte und Auguste Heidel, einem Internat, das sich auf englische Schülerinnen spezialisiert hatte. Der Stundenplan umfasste neben Deutsch und Französisch auch „logisches Denken“, Naturgeschichte und Mathematik sowie Geschichte und Geografie. Hinzu kamen Kalligrafie und Handarbeiten.

### Heirat mit Samuel Beeton

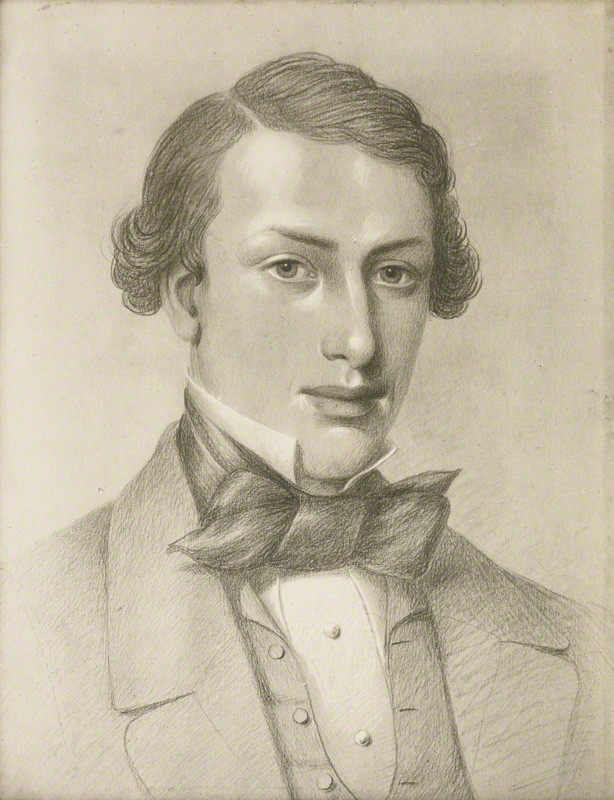
Samuel Orchard Beeton im Alter von 23 Jahren, 1854

Nach ihrer Rückkehr in das Haus ihres Stiefvaters in Epsom nahm Isabella Mayson, die nun gewissermaßen offiziell dem Heiratsmarkt zur Verfügung stand, Klavierunterricht bei Julius Benedict in London sowie – zum Erstaunen ihrer Familie – Backunterricht bei einem örtlichen Bäcker. Vermutlich wurde Isabella Mayson während eines Aufenthalts in London dem Verleger von Büchern und populären Magazinen Samuel Orchard Beeton vorgestellt. Die Familien Mayson, Beeton und Dorling hatten schon seit langem miteinander in Kontakt gestanden. Alle drei Familien sandten ihre Töchter in das Heidelsche Institut nach Heidelberg, weitere Kontakte ergaben sich durch die Pferderennen in Epsom. Dennoch ist nicht bekannt, wann und unter welchen Umständen sich Samuel Beeton und Isabella Mayson kennenlernten. Der formellen Verlobung im Sommer 1855 folgte bis zur Hochzeit ein Jahr intensiven Briefwechsels. Diese Briefe sind erhalten geblieben und lassen bereits die klare, direkte und willensstarke Sprache der späteren Autorin anklingen.
Isabella Mayson und Samuel Beeton heirateten am 10. Juli 1856 in der St. Martin’s Parish Church in Epsom. Das anschließende Breakfast im Grandstand mit den Gästen kann man sich anhand der Bill of fare for a July wedding, ball, or christening, for 70 or 80 guests (Menüfolge für eine Hochzeit, einen Ball oder eine Taufe im Juli mit 70 oder 80 Gästen), die Isabella Beeton im Book of Household Management später auflistet, als opulentes Fest mit exquisiten Speisen vorstellen. Nach der Hochzeitsreise durch Frankreich und Deutschland bezog das Ehepaar Beeton im August 1856 die Chandos Villa Number 2, eine neuerbaute, großzügige Doppelhaushälfte in Pinner, einem nordwestlichen Vorort von London in der Grafschaft Middlesex (seit 1965 gehört Pinner zu Greater London). Das Haus umfasste fünf Schlafräume und war mit fließendem Wasser und einer Ölheizung ausgestattet. Wie damals üblich, hatte Samuel Beeton das Haus vor der Hochzeit bereits einrichten lassen. Aus Isabellas Briefen während der Verlobungszeit geht allerdings hervor, dass sie durchaus einigen Einfluss auf die Gestaltung der Räume nahm und genaue Vorstellungen von Materialien und Funktionen hatte, die sie ihrem Verlobten direkt und unmissverständlich übermittelte. Anders als Isabella Beeton dies in ihren Büchern propagierte, hatte sie selbst jedoch wohl nie mehr als zwei Hausangestellte.

### Journalistische Anfänge und das Book of Household Management

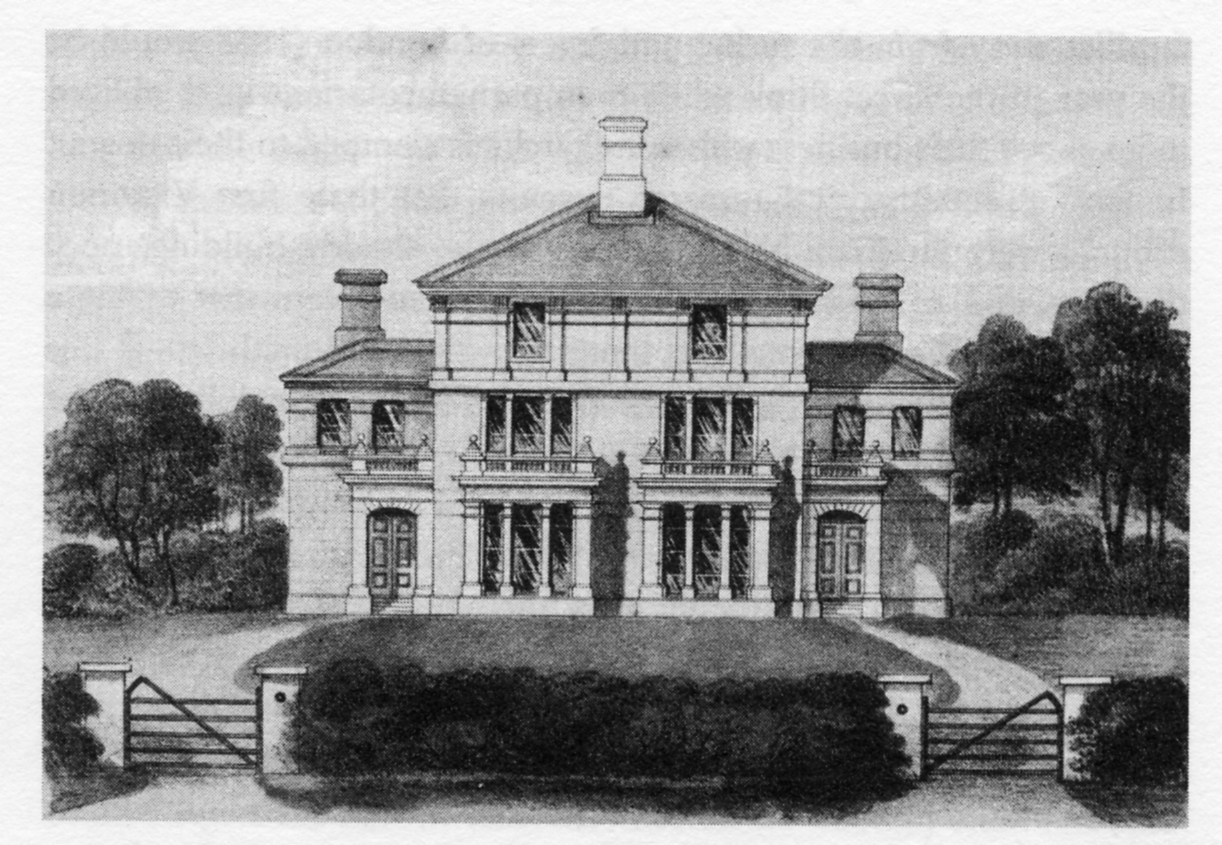
Chandos Villas in Pinner, hier wohnten Isabella und Samuel Beeton ab 1856

Bereits kurz nach der Hochzeit wurde Isabella Beeton schwanger. Während dieser Zeit begann sie, für das im Verlag ihres Mannes erscheinende The Englishwoman’s Domestic Magazine Artikel über Mode, Kochen und Haushaltsführung zu verfassen. Ihre ersten Beiträge erschienen im März 1857, nur wenige Wochen vor der Geburt des ersten Kindes. Es ist unklar, was Isabella Beeton bewog, sich gerade zu dieser Zeit journalistisch zu betätigen. Sie hatte schon vorher einige fiktionale Texte aus dem Französischen und dem Deutschen für das Magazin übersetzt, und ihre erhaltenen Briefe aus der Verlobungszeit beweisen ihre sprachliche Gewandtheit. Vermutlich waren es jedoch eher ökonomische Gründe – das 1852 gegründete Magazin erlebte zu dieser Zeit seine erste Flaute und einige der Kolumnen wie Cooking, Pickling and Preserving (Kochen, Einlegen und Einmachen) oder Things Worth Knowing (Wissenswertes) waren seit Monaten verwaist, es fehlte wohl an kompetenten weiblichen Journalisten.
Isabella Beetons erstes Kind Samuel Orchart starb im Alter von drei Monaten. Aus heutiger Sicht spricht viel dafür, dass das Kind an pränataler Syphilis litt, mit der Samuel Beeton seine Ehefrau vermutlich angesteckt hatte. Die Tatsache, dass sie bis zur Geburt des zweiten Kindes 1859 mehrere Fehlgeburten erlitt, unterstützt diese These.

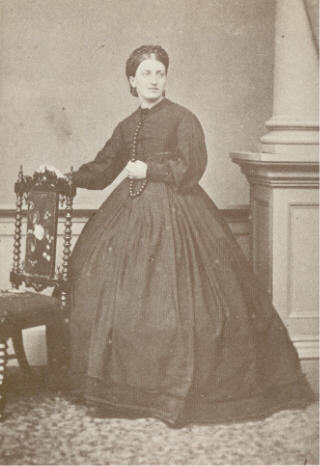
Isabella Beeton, 1860

Isabella Beeton hatte begonnen, regelmäßig die Beiträge für die Rubrik Cooking, Pickling and Preserving zu verfassen. Schon bald darauf scheinen die Beetons die Zusammenstellung eines größeren Kochbuchs geplant zu haben, wie ein Brief aus dem Juli 1857 von Henrietta English, einer Freundin der Familie Dorling, nahelegt, die die Beetons in dieser Sache um Rat gefragt hatten. Henrietta English empfiehlt Therefore my advice would be compile a book from receipts from a Variety of the Best Books published on Cookery and Heaven knows there is a great variety for you to choose from (Mein Rat ist daher: Stellen Sie ein Buch zusammen mit Rezepten aus einer Auswahl der besten Bücher über das Kochen, es gibt, weiß der Himmel, eine große Zahl, aus der Sie wählen können). In der Tat scheint Isabella Beeton diesem Rat gefolgt zu sein: Vergleiche des Book of Household Management mit anderen, früheren Kochbüchern zeigen, dass ein Großteil der Beetonschen Rezepte, ja sogar ganze Textpassagen aus anderen Büchern stammen. Ihre Funktion war also eher die einer Herausgeberin. Der Inhalt entsprang nicht der reichen Erfahrung einer einzigen Köchin und Autorin, sondern der akribischen Recherche und geschickten Collage einer erst 23-jährigen Journalistin ohne nennenswerte Haushalts- oder Kocherfahrung. Das zu dieser Zeit in England nur vage ausgebildete Urheberrecht stand der Übernahme fremder Texte für ein neues Werk ebenfalls nicht im Wege. Das Buch sollte vermutlich in einer Reihe mit weiteren Überblickswerken und Lexika (wie zum Beispiel Beeton’s Dictionary of Universal Information oder Beeton’s Book of Birds) erscheinen, die Samuel Beeton gerade verlegte. Dennoch galt Mrs Beeton in England lange Zeit als innovative Originalautorin – eine Fehleinschätzung, die erst Ende des 20. Jahrhunderts als solche entlarvt wurde und das Bild der Isabella Beeton nachhaltig wandelte.
Der erste Teil des Book of Household Management erschien im November 1859, fünf Monate nach der Geburt des zweiten Kindes (wiederum Samuel Orchart), und umfasste 48 Seiten. Samuel Beeton bewarb die Reihe heftig im Englishwoman’s Domestic Magazine, wo er zunächst 14 bis 18 Teillieferungen ankündigte. Die Entscheidung, 24 Teile zu veröffentlichen, scheint erst im Jahr 1861 gefallen zu sein – daraus ergibt sich, dass Isabella Beeton an den letzten Teilen noch recherchierte, während ein Großteil des Buches bereits erschienen war.

### Arbeit im Verlag S. O. Beeton

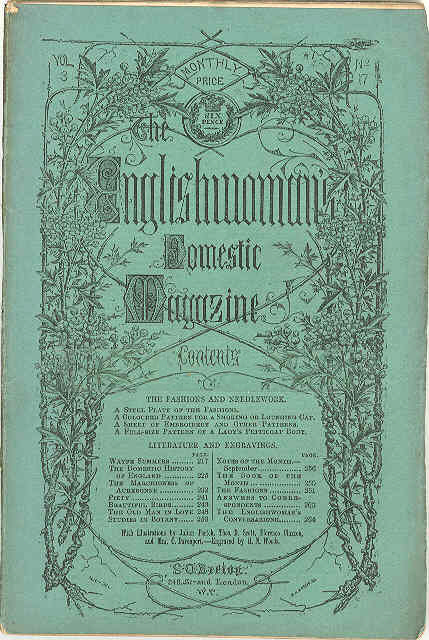
Titelseite The Englishwoman’s Domestic Magazine, September 1861

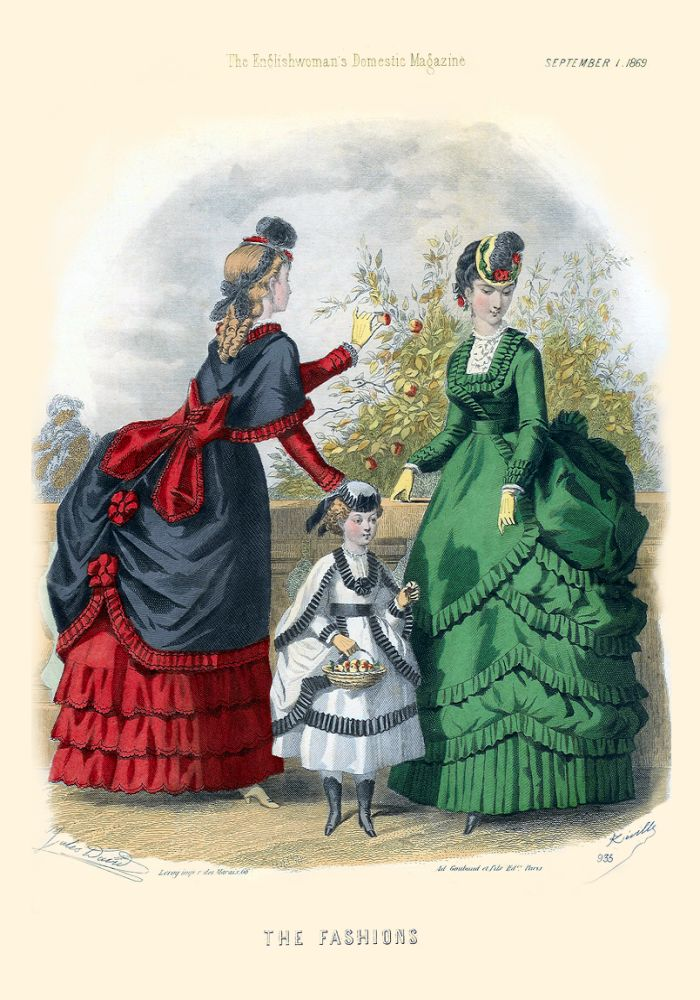
Modezeichnung aus The Englishwoman’s Domestic Magazine, 1869

Mit dem Relaunch des Englishwoman’s Domestic Magazine, das ab Mai 1860 in einem neuen Format und mit aufwändigerer Gestaltung erschien, firmierte Isabella Beeton neben ihrem Ehemann als Herausgeberin. Dabei handelte es sich nicht nur um einen klangvollen Titel, sondern um eine anspruchsvolle Berufstätigkeit, die Isabella Beeton entschlossen in Angriff nahm. Sie schrieb nun nicht mehr von zuhause aus, sondern begleitete Samuel Beeton täglich in das Londoner Büro des Verlages S. O. Beeton, der gerade mit dem Haushaltsbuch und dem Beeton’s Dictionary of Universal Information, der ebenfalls in Teillieferungen erschien, große Verkaufserfolge feierte. Beide im Verlag erscheinenden Magazine wurden zu dieser Zeit überarbeitet und für einen anspruchsvolleren Markt ausgerichtet.
Isabella Beeton übernahm nun die Verantwortung für größere Teile des Frauenmagazins, das damals in einer Auflage von etwa 60.000 Exemplaren monatlich erschien. Ihre Hauptaufgabe bestand zunächst darin, die eher dröge Sektion Practical Dress Instructor in eine an neuste Pariser Mode angelehnte Modepräsentation zu verwandeln, die das neu anvisierte Publikum mit Stil und Luxus überzeugen sollte. Die Beetons nahmen deshalb mit den Herausgebern von Le Moniteur de la Mode in Paris Kontakt auf. Le Moniteur glänzte durch exquisite Farbtafeln mit der neuesten Mode und beigelegte Papierschnittmusterbögen. Im Frühjahr 1860 reisten die Beetons nach Paris und es gelang ihnen, den Import von Modezeichnungen und Schnittmustern des Moniteur für das Englishwoman’s Domestic Magazine auszuhandeln. Ein Tagebuch, das Isabella Beeton während der Parisreise führte, berichtet von minutiös geplanten und ausgefüllten Tagen, von Verhandlungen und Kalkulationen. Es wird deutlich, dass dies eine reine Geschäftsreise war, an der Isabella Beeton als gleichberechtigte Partnerin teilnahm.
Anstelle der Kochkolumne erschienen nun nur noch gelegentlich Rezepte und Menüvorschläge, die die Beetons aus dem Haushaltsbuch übernahmen. Mit der neuen Sektion The Fashions – Expressly designed and prepared for the Englishwoman’s Domestic Magazine wandelte sich das Magazin zur Modezeitschrift, die in zwei Ausgaben, mit oder ohne Papierschnittmusterbogen als Beilage erschien. Neben den Pariser Farbtafeln berichtete Isabella nun ausführlich über die neuesten Pariser Modeerscheinungen und ihre kritischen Beobachtungen an Londoner Ladys. Die Papierschnittmuster waren zu dieser Zeit in England eine absolute Neuheit und fanden bei den Lesern großen Anklang.
Wer sich für die billige Version ohne Schnittmuster entschied, konnte die Papierbögen auch einzeln bestellen, ein zusätzlicher Service bestand darin, die Schnitte auf die Maße der Leserin angepasst und bereits ausgeschnitten zu liefern. Dieser Versandhandel ging in den 1890er Jahren auf den Geschäftspartner der Beetons, Charles Weldon, über, unter dessen Namen die Schnittmuster noch bis in die 1950er Jahre angeboten wurden.

### Isabella Beetons letzte Jahre
Im Herbst 1861 lancierten die Beetons ein weiteres Frauenmagazin namens Queen, das, später umbenannt in Harpers & Queen, seit 2005 als Harper’s Bazaar UK auch heute noch existiert. Zeitgleich erschien die gebundene Ausgabe des Haushaltungsbuches. Allerdings musste Samuel Beeton Queen nach nur sechs Monaten aus finanziellen Gründen verkaufen, Rechtsstreitigkeiten im Zusammenhang mit der Übergabe folgten. Etwa zur selben Zeit zogen die Beetons aus der Villa in Pinner zurück nach London, wo sie über den Büroräumen des Verlages wohnten – auch dies ein Indiz für ihre finanziell angespannte Situation. In den nächsten Jahren blieb Samuel Beeton in immer neue Rechtsstreitigkeiten verwickelt. Nach dem Umzug begann sich zudem der Zustand des zweiten Kindes, Samuel Orchart, zu verschlechtern, es starb schließlich im Alter von dreieinhalb Jahren am Silvesterabend des Jahres 1862. Auch hier finden sich in der Sterbeurkunde Hinweise auf eine Syphilisinfektion des Kindes.
Schon kurz darauf war Isabella Beeton wieder schwanger, ihr drittes Kind, Orchart, wurde am 2. Dezember 1863 geboren. 1863 erschien eine gekürzte Version des Book of Household Management, die Isabella Beetons Werk für alle Schichten erschwinglich machte. Die Verkaufszahlen der Bücher stiegen an. Kurz nach der Geburt des dritten Kindes zogen die Beetons 1864 in den Londoner Vorort Greenhithe in Kent, wo sie ein Bauernhaus namens Mount Pleasant mieteten. 1863 und 1864 reisten die Beetons mehrfach nach Paris und auch nach Deutschland, wo sie in Berlin und Dresden neben lokalen Sehenswürdigkeiten auch Geschäftspartner des Verlages aufsuchten. Die enge Verbindung des Paares auch in der Arbeit für den Verlag zeigt sich in dem letzten erhaltenen Brief Samuel Beetons an seine Frau, in dem er über das neuste Zeitschriftenprojekt Young Englishwoman schreibt: „I have asked Sidney to get Young to write his notions on paper of what the Y E'woman shd be, irrespectively of mine, and if Y is there tomorrow, as I think he will be, ask Sidney to let you see him, and you can tell him what you think.“ (Ich habe Sidney gebeten, Young dazu zu bringen, seine Vorstellungen über das Young Englishwoman zu Papier zu bringen, und zwar völlig unbeeinflusst von meinen, und falls Young morgen da ist, wovon ich ausgehe, bitte Sidney darum, ihn zu treffen und dann kannst du ihm sagen, was du darüber denkst.)
Young Englishwoman erschien kurz darauf 1864 und hielt sich auf dem Markt bis zum Ende des 19. Jahrhunderts. Im selben Jahr erarbeitete Isabella Beeton, die erneut schwanger war, eine weitere gekürzte und formal überarbeitete Fassung ihres Haushaltungsbuches, die 1865 erschien. Der Legende nach redigierte sie noch in den Wehen die Druckfahnen dieses Kochbuches. Isabella Beetons viertes Kind, Mayson Moss, wurde am 29. Januar 1865 geboren.
Isabella Beeton starb eine Woche nach der Geburt ihres vierten Kindes an Kindbettfieber. Sie liegt auf dem West Norwood Cemetery unter einem schlichten Grabstein begraben. Ihr Mann versuchte zunächst, das Bekanntwerden ihres Todes zu verhindern, um die Marke „Mrs Beeton“ aufrechtzuerhalten. Entsprechend erschienen auch nach ihrem Tode noch weitere Auflagen, deren Vorwort suggerierte, sie sei noch am Leben.

### Myra Browne
Myra Browne, die mit ihrem Ehemann Charles ebenfalls in Greenhithe lebte, nahm nach Isabella Beetons Tod in erstaunlicher Weise deren Position ein – und zwar sowohl als Mutter der beiden überlebenden Kinder als auch als Journalistin im Verlag S.O.Beeton, wo sie Isabellas Funktion als Herausgeberin der Frauenmagazine übernahm, später auch weitere eigene Projekte realisierte. Gemeinsam mit ihrem Ehemann lebte Myra Browne schließlich im Haushalt von Samuel Beeton. Für die beiden Söhne war sie Mama, beide hielten sie lange für ihre leibliche Mutter. In fortgeschrittenem Alter bekam sie auch noch ein eigenes Kind, Meredith Browne, wobei unklar ist, ob Samuel Beeton dessen leiblicher Vater war. Nach Samuel Beetons Tod 1877 übernahm sie die rechtliche Fürsorge für Orchart und Mayson Beeton. Die genaue Natur der Beziehung zwischen Myra Browne und Samuel Beeton bleibt jedoch auch im Rückblick unklar.

## Werke

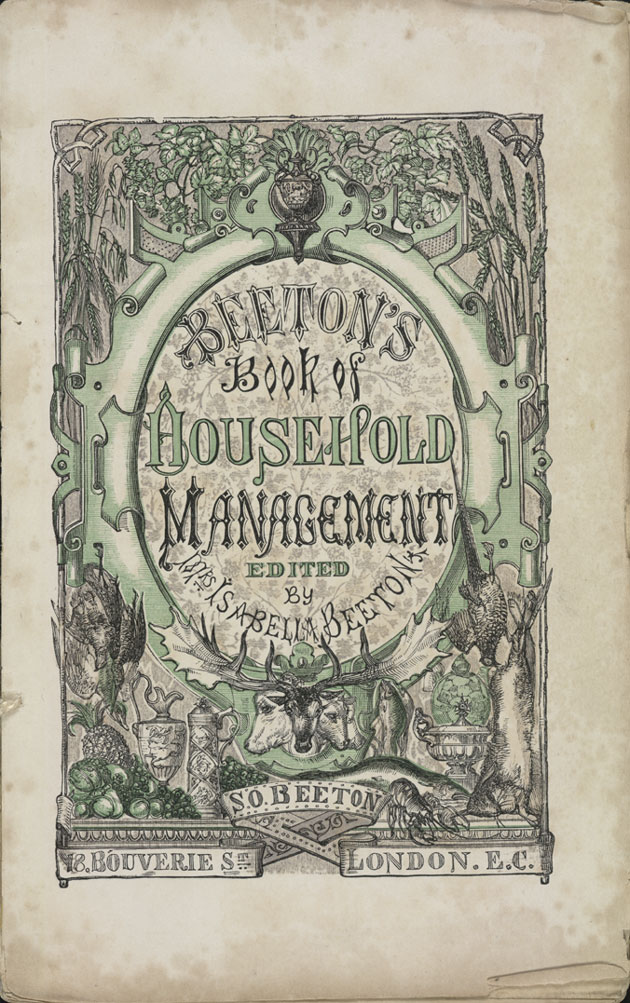
Umschlagabbildung des Book of Household Management

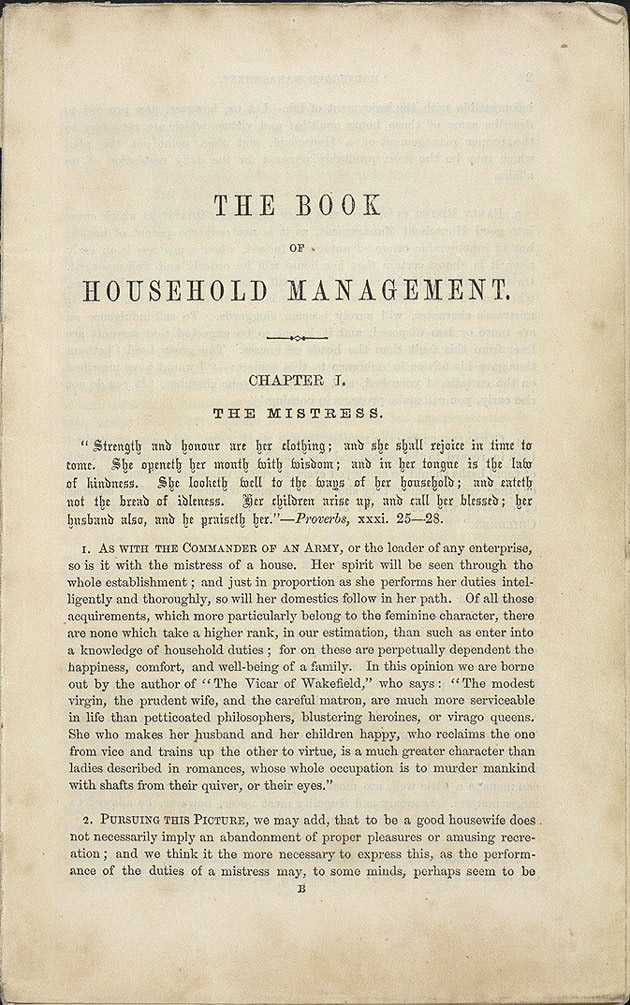
Beginn des ersten Kapitels des Book of Household Management

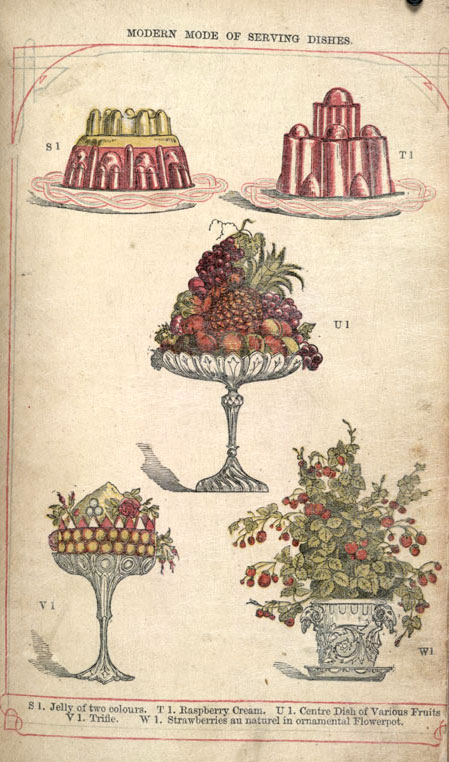
Illustration aus dem Book of Household Management

### The Book of Household Management

#### Entstehung des Buches
Zwischen 1859 und 1861 verfasste Isabella Beeton 24 Teillieferungen eines Koch- und Haushaltungsbuches. Diese wurden später in einem Band unter dem Titel The Book of Household Management Comprising information for the Mistress, Housekeeper, Cook, Kitchen-Maid, Butler, Footman, Coachman, Valet, Upper and Under House-Maids, Lady’s-Maid, Maid-of-all-Work, Laundry-Maid, Nurse and Nurse-Maid, Monthly Wet and Sick Nurses, etc. etc. – also Sanitary, Medical, & Legal Memoranda: with a History of the Origin, Properties, and Uses of all Things Connected with Home Life and Comfort zusammengefasst, der im Oktober 1861 erschien.
Dieses Buch, später bekannt unter dem Namen Mrs Beeton’s Book of Household Management, war eine umfassende Anleitung zur Führung eines viktorianischen Haushaltes. Das Vorwort beginnt mit:
„I must frankly own, that if I had known, beforehand, that this book would have cost me the labour which it has, I should never have been courageous enough to commence it. What moved me, in the first instance, to attempt a work like this, was the discomfort and suffering which I had seen brought upon men and women by household mismanagement. I have always thought that there is no more fruitful source of family discontent than a housewife’s badly-cooked dinners and untidy ways.“
(„Ich muss offen gestehen, dass, hätte ich geahnt, dass mich dieses Buch die Mühe kosten würde, die es dann tatsächlich erfordert hat, ich mich niemals getraut hätte, auch nur damit zu beginnen. Was mich vor allem antrieb, ein derartiges Werk in Angriff zu nehmen, waren die Unannehmlichkeiten und das Leiden, die, wie ich selbst erlebt habe, durch schlechte Haushaltsführung für Männer und Frauen verursacht werden. Ich war immer der Meinung, dass es keine fruchtbarere Quelle für Unzufriedenheit in der Familie gibt, als schlecht gekochte Dinner und mangelnde Reinlichkeit der Hausfrau.“)
Das Buch richtete sich an die aufstrebende Mittelklasse, für die es eine verlässliche Informationsquelle und Ratgeber sein sollte. Das Buch avancierte mit 60.000 verkauften Exemplaren im Erscheinungsjahr sofort zum Bestseller und wurde innerhalb weniger Jahre millionenfach nachgedruckt (1868 zwei Millionen verkaufte Exemplare). Es darf als Vorbild für viele weitere Koch- und Haushaltungsbücher des 19. und 20. Jahrhunderts gelten.

#### Isabella Beetons enzyklopädisches Konzept
Das Inhaltsverzeichnis nennt 44 Kapitel, zunächst zur allgemeinen Haushaltsführung (The Mistress, The Housekeeper, Arrangement and Economy of the Kitchen, Introduction to Cookery), es folgt der ausführliche Rezeptteil, bei dem sich jeweils allgemeine Betrachtungen bestimmter Lebensmittelgruppen und passende Rezepte abwechseln (General Directions for Making Soups, Recipes, The Natural History of Fishes, Recipes,…). Nachdem auf diese Weise Suppen, Fisch, Soßen, sämtliche Arten von Fleisch, Gemüse, Pudding, Crèmes, Eingemachtes, Milch und Eier, Backwaren, Getränke und Krankenkost behandelt wurden, endet das Buch mit weiteren Ratschlägen für die Hausfrau (Dinners and Dining, Domestic Servants, The Rearing and Management of Children and Diseases of Infancy and Childhood, The Doctor, Legal Memoranda).
Aus heutiger Sicht bietet das im Jahr 2000 als Faksimile wiedererschienene Buch einen charmanten und historisch bedeutsamen Einblick in die Haushaltsführung der viktorianischen Zeit. Mrs Beeton ist zu einer britischen Ikone geworden. Die ihr zugeschriebenen vielzitierten Bonmots wie „first catch your hare“ („Erlegen Sie zunächst den Hasen“), stammen zwar meist gar nicht von Isabella Beeton, sondern aus älteren Quellen, dennoch verbindet man mit ihrem Buch heute viktorianische Extravaganz und den ländlichen Lebensstil vergangener Zeiten. Tatsächlich war ihre Leserschaft weniger großbürgerlich oder adlig, sondern unter der neuen aufstrebenden Mittelschicht zu finden, die von Mrs Beeton mit Informationen über vorproduzierte Lebensmittel, internationale Rezepte und moderne Dekorationsideen versorgt wurde.
Isabella Beetons geradezu enzyklopädische Vorgehensweise zeigt sich zum Beispiel am dritten Kapitel Arrangement and Economy of the Kitchen: Nach einer eher philosophischen Einleitung diskutiert die Autorin zunächst kurz die Küchen des Mittelalters, als deren Vorbild sie die Küchen der Römer identifiziert. Das nimmt sie dann zum Anlass, ausgehend vom goldenen Zeitalter der griechischen Mythologie, über Homer bis zu Funden aus Herculaneum die Herkunft von Funktion und Formgebung verschiedener Küchenutensilien darzustellen. Dieser historische Abriss nimmt vier von insgesamt 13 Seiten dieses Kapitels ein. Schlussfolgernd, dass die Küchengeräte ihrer funktionsbedingten Form wegen heute im Wesentlichen noch genauso aussähen wie bei den Römern, beschränkt sich Isabella Beeton im Weiteren auf die Beschreibung moderner Materialien und ihrer Pflege, sowie den Nachdruck einer Inventarliste eines Haushaltswarenhandels. Insgesamt kommt sie so mit drei Seiten für die modernen Küchengeräte und -geschirre aus. Weitere vier Seiten des Kapitels nimmt eine ausführliche Auflistung der verschiedenen Lebensmittel, nach ihrer saisonalen Verfügbarkeit sortiert, ein. Die übrigen beiden Seiten widmen sich geeigneten Lagerungsbedingungen für die verschiedenen Lebensmittel.
Die Kombination praktischer Ratschläge mit geschichtlichen Hintergründen und Erörterungen naturwissenschaftlicher Zusammenhänge, oftmals aufgehängt an einem Zitat aus einem literarischen oder philosophischen Werk, sind typisch für die Gestaltung des Buches. Darin drücken sich sowohl die Tendenz zur Verwissenschaftlichung der Haushaltsführung im 19. Jahrhundert als auch Isabella Beetons persönliche Bildung und ihr umfassender Anspruch, das vorhandene Wissen zu bündeln, aus. Das Konzept wurde auch explizit beworben: in einer Anzeige für das Buch im Englishwoman’s Domestic Magazine heißt es: "Thus if in an recipe for a Christmas plum-pudding, are named the various ingredients (…) BEETON’S BOOK OF HOUSEHOLD MANAGEMENT will give ample information on questions such as these: Where are Raisins grown, and how are they dried? (…) What enters into the manufacture of Brandy, and what are the names of the principal places it comes from? – do we distil any in this country?…"(Wenn in einem Rezept für Christmas Plum-Pudding verschiedene Zutaten genannt werden (…) wird BEETON’S BOOK OF HOUSEHOLD MANAGEMENT breite Informationen zu solchen Fragen liefern wie: Wo werden Rosinen angebaut und wie werden sie getrocknet? (…) Woraus wird Brandy gemacht und an welchen Orten wird er hauptsächlich hergestellt? Stellen wir in diesem Land Brandy her? …).
Die 1112 Seiten des Buches enthalten 2751 Hinweise, darunter über 900 Rezepte. Die meisten Rezepte waren mit kolorierten Stichen illustriert. Es war Isabella Beetons Idee, die Zutaten am Anfang des Rezeptes aufzulisten. Sie dachte auch als erste daran, die Garzeiten systematisch anzugeben. Im Gegensatz zu früheren Kochbüchern definierte sie auch die Mengenangaben genau. Damit waren auch aufwendigere Rezepte für Laien nach dem Rezept nachkochbar. Es war eines der ersten englischen Kochbücher, das Rezepte in dem noch heute gebräuchlichen Format enthielt.
Ein typisches Rezept aus dem Kapitel Vegetables:
| FRIED CUCUMBERS 1113. INGREDIENTS. – 2 or 3 cucumbers, pepper and salt to taste, flour, oil or butter. Mode Pare the cucumbers and cut them into slices of an equal thickness, commencing to slice from the thick, and net the stalk end of the cucumber. Wipe the slices dry with a cloth, dredge them with flour, and put them into a pan of boiling oil or butter; keep turning them about until brown; lift them out of the pan, let them drain, and serve, piled lightly in a dish. These will be found a great improvement to rump-steak: they should be placed on a dish with the steak on top. Time. – 5 minutes. Average cost, when cheapest 4d. each. Sufficient for 4 or 5 persons. Seasonable. – Forced from the beginning of March to the End of June; in full season in July and August. PROPERTIES AND USES OF THE CUCURBITS: – The common cucumber is the C. sativus of science, and although the whole of the family have a similar action in the animal economy, yet there are some which present us with great anomalies. The roots of those which are perennial contain, besides fecula, which is their base, a resinous, acrid, and bitter principle. The fruits of this family, however, have in general a sugary taste, and are more or less dissolving and perfumed, as we find in the melons, gourds, cucumbers, vegetable-marrows, and squashes. But these are slightly laxative if partaken of largely. In tropical countries, this order furnishes the inhabitants with a large portion of their food, which, even in the moste arid deserts and most barren islands, is of the finest quality. In China, Cashmere and Persia … (GEBRATENE GURKEN 1113. ZUTATEN. – 2 oder 3 Gurken, Pfeffer und Salz nach Belieben, Mehl, Öl oder Butter. Zubereitung: Schälen Sie die Gurken und schneiden Sie sie in gleich dicke Scheiben, beginnend am dicken Ende, den Strunk weglassen. Trocknen Sie die Scheiben mit einem Tuch ab, bestäuben sie mit Mehl und legen sie in eine Pfanne mit heißem Öl oder Butter. Wenden Sie sie ständig, bis sie braun sind. Nehmen Sie sie aus der Pfanne, lassen sie abtropfen und servieren Sie sie locker aufgeschichtet auf einer Platte. Sie werden sehen, dass dies hervorragend zu Rumpsteak passt: legen sie sie auf eine Platte und das Steak oben drauf. Zeit. 5 Minuten. Durchschnittliche Kosten, wenn sie billig sind, je 4 Pence. Ausreichend für 4 oder 5 Personen. Saison. – Aus dem Treibhaus von Anfang März bis Ende Juni; Hauptsaison Juli und August. EIGENSCHAFTEN UND VERWENDUNG DER KÜRBISGEWÄCHSE. – Die gemeine Gurke ist für die Wissenschaft C. sativus, und obwohl alle Arten dieser Familie eine ähnliche Funktion in der Nahrungskette haben, gibt es einige darunter, die auffällige Eigenarten bieten. Die Wurzeln der Stauden enthalten, neben Stärke, dem Hauptbestandteil, einen harzigen, scharf-bitteren Bestandteil. Die Früchte dieser Familie dagegen schmecken meist süß und sind mehr oder weniger wässrig und duftend, so wie zum Beispiel Melonen, Flaschenkürbisse, Gurken, Zucchini und Squash-Kürbisse. Sie wirken in großen Mengen genossen leicht abführend. In tropischen Ländern bilden die Kürbisgewächse einen Großteil der Ernährung für die Einwohner, sie sind auch in den trockensten Wüsten und auf den ödesten Inseln von bester Qualität. In China, Kaschmir und Persien …) |